# Els Swaab
Els Hélène Swaab (Amsterdam, 29 september 1946) is een Nederlands juriste en bestuurder.
Swaab is de dochter van een protestantse moeder en een Joodse vader die tijdens de oorlog ondergedoken zat in zijn eigen huis. Haar vader werd verraden en opgepakt door de Duitsers, maar dankzij de hulp van haar moeder wist hij te ontsnappen uit het hoofdkwartier van de Sicherheitsdienst. Op dat moment was haar moeder al zwanger van haar broer Dick.
Swaab volgde haar opleiding aan de International School of Languages La Colline in Vevey, Zwitserland, en behaalde vervolgens in 1967 haar staatsexamen tolk-vertaler Engels. Van 1973 tot 1977 studeerde ze Nederlands recht aan de Universiteit van Amsterdam. In 1968 was ze medeoprichter en mede-eigenaar van een agentschap voor buitenlandse reclamefilmers en -fotografen genaamd Photo-Intermédiaire. Na het afronden van haar rechtenstudie werkte ze als advocaat-stagiair bij Boekel De Nerée, waar ze uiteindelijk advocaat, managing partner en voorzitter van het bestuur van het kantoor werd. Swaab specialiseerde zich in arbitrage en mediation. Van 1992 tot 1995 diende ze als deken van de orde van advocaten in Amsterdam. Later bleef ze verbonden aan Boekel De Nerée als adviseur.
Naast haar belangrijkste functie bekleedde Swaab tal van nevenfuncties, voornamelijk als lid of voorzitter van adviesraden, raden van commissarissen en stichtingen. Ze vervulde dergelijke functies bij organisaties zoals De Nederlandsche Bank, de Stichting Democratie en Media en het Nationaal Comité 4 en 5 mei. Van 2006 tot 1 juli 2011 was Swaab voorzitter van de Raad voor Cultuur. Tijdens haar voorzitterschap van de Stichting Democratie en Media vond de overname van PCM Uitgevers door investeringsmaatschappij Apax plaats. Drie jaar later haalde Apax 110 miljoen euro uit PCM. In november 2008 oordeelde de Amsterdamse Ondernemingskamer negatief over de activiteiten van het bestuur van de Stichting.
Swaab is lid van de PvdA. Ze is getrouwd met schrijfster Ingrid Kluvers en is de zus van Dick Swaab. 